# Proud Mary/Born on the Bayou
Proud Mary/Born on the Bayou è un singolo dei Creedence Clearwater Revival pubblicato nel 1968.

## Tracce
Lato A
1. Proud Mary – 3:07 (John Fogerty)

Lato B
1. Born on the Bayou – 3:42 (John Fogerty)

## Accoglienza
Diventò il primo singolo del gruppo a entrare fra i primi dieci posti della classifica americana U.S. Pop chart, piazzandosi al secondo posto. Fu il primo di cinque singoli pubblicati dalla band che raggiunsero quella posizione nella chart e il fatto che il gruppo non abbia mai pubblicato un singolo che abbia raggiunto la prima posizione ha valso ai Creedence il record di gruppo con il maggior numero di seconde posizioni.

## I brani

### Proud Mary
Proud Mary è una canzone scritta dal cantante e chitarrista statunitense John Fogerty. Fu pubblicata nell'album Bayou Country e distribuita come singolo nel gennaio 1969.
La canzone è un mix perfetto di musica roots in bianco e nero. 

### Born on the Bayou
Fogerty parla dell'infanzia immaginaria di un uomo di etnia cajun, descrivendola anche con toni mistici (come il cane del protagonista che trova un hoodoo), e rendendo Born on the Bayou simile a Porterville. Il tema della superstizione di etnia cajun verrà ritrattato anche in Effigy. Particolarità del brano era il vasto uso dello swamp rock.
Fu uno dei più grandi successi della band, non raggiungendo però quello del suo lato-A, Proud Mary.
La canzone fu utilizzata nella colonna sonora di molti film, tra i quali Il mostro della palude e il suo seguito Il ritorno del mostro della palude, in Senza tregua di John Woo e in The Waterboy. La canzone è utilizzata come titolo per la prima biografia italian sui Creedence Clearwater Revival: Born on the Bayou. La storia dei Creedence Clearwater Revival scritta da Maurizio Galli e Aldo Pedron per Arcana Edizioni (20 dicembre 2018).

#### Cover
I Foo Fighters realizzarono una cover di questa canzone, rintracciabile sul Maxi CD di Resolve del 2006. La canzone (Don't Fear) The Reaper dei Blue Öyster Cult prende spunto da Born on the Bayou per i riff di chitarra e per l'uso delle campane.